# Patosil
Patosil är en ort i Mexiko.   Den ligger i kommunen Chamula och delstaten Chiapas, i den sydöstra delen av landet, 700 km öster om huvudstaden Mexico City. Patosil ligger 2 331 meter över havet och antalet invånare är 248.
Terrängen runt Patosil är huvudsakligen kuperad, men norrut är den bergig. Runt Patosil är det ganska tätbefolkat, med 134 invånare per kvadratkilometer. Närmaste större samhälle är San Cristóbal de las Casas, 15,3 km söder om Patosil. Omgivningarna runt Patosil är en mosaik av jordbruksmark och naturlig växtlighet.